# Dartford
Dartford är en stad i grevskapet Kent i sydöstra England. Staden är huvudort i distriktet med samma namn och ligger vid floden Darent, cirka 25 kilometer sydost om centrala London. Tätorten (built-up area) hade 69 134 invånare vid folkräkningen år 2021. Dartford nämndes i Domedagsboken (Domesday Book) år 1086, och kallades då Tarentefort.

## Kända personer från Dartford
- Mick Jagger, sångare och låtskrivare
- Keith Richards, gitarrist och låtskrivare
- Peter Blake, konstnär